# Ulysse : Jeanne d'Arc et le chevalier alchimiste
Ulysse : Jeanne d'Arc et le chevalier alchimiste (ユリシーズ ジャンヌ・ダルクと錬金の騎士, Yurishīzu Jan'nu Daruku to Renkin no Kishi) est un light novel japonais écrit par Mikage Kasuga et illustré par Tomari Meron.

## Histoire

### Prologue
L'histoire prend place au 15e siècle en France, durant la guerre de Cent Ans contre l'Angleterre. Montmorency, le fils d'un noble, se plonge dans l'étude de la magie et de l'alchimie dans une école de chevaliers.

### Synopsis
Après la défaite de la France lors de la bataille d'Azincourt, l'école de chevalier est dissoute et Montmorency est obligé de fuir. Il parcourt la France, mettant en pratique l'enseignement qu'il a reçu. En cours de route, il rencontre une jeune fille se nommant Jeanne,.

## Médias

### Light novel
| no | Japonais          | Japonais          |
| no | Date de sortie    | ISBN              |
| -- | ----------------- | ----------------- |
| 1  | 25 août 2015      | 978-4-08-631011-6 |
| 2  | 25 août 2015      | 978-4-08-631064-2 |
| 3  | 22 avril 2016     | 978-4-08-631108-3 |
| 0  | 25 octobre 2017   | 978-4-08-631210-3 |
| 4  | 23 février 2018   | 978-4-08-631233-2 |
| 5  | 21 septembre 2018 | 978-4-08-631265-3 |
| 6  | 22 novembre 2018  | 978-4-08-631277-6 |

### Manga
| no | Japonais         | Japonais          |
| no | Date de sortie   | ISBN              |
| -- | ---------------- | ----------------- |
| 1  | 19 novembre 2018 | 978-4-08-631011-6 |

### Anime
Une adaptation en série télévisée animée par AXsiZ a été diffusée du 7 octobre au 30 décembre 2018 sur Tokyo MX et d’autres chaînes.
La série est réalisée par Shin Itagaki avec Ryunosuke Kingetsu au scénario, Jouji Sawada au design des personnages et Taku Iwasaki à la musique.

#### Liste des épisodes
| No | Titre français | Titre japonais         | Titre japonais               | Date de 1re diffusion |
| No | Titre français | Kanji                  | Rōmaji                       | Date de 1re diffusion |
| -- | -------------- | ---------------------- | ---------------------------- | --------------------- |
| 01 |                | 錬金術と、妖精と       | Renkinjutsu to, Yōsei to     | 7 octobre 2018        |
| 02 |                | ジャンヌという少女     | Jan'nu to iu shōjo           | 14 octobre 2018       |
| 03 |                | 謀略の宮廷へ           | Bōryaku no kyūtei e          | 21 octobre 2018       |
| 04 |                | あの約束は誰がために   | Ano yakusoku wa daregatameni | 28 octobre 2018       |
| 05 |                | 純潔の証明             | Junketsu no Shōmei           | 4 novembre 2018       |
| 06 |                | 灰は灰に               | Haihahaini                   | 11 novembre 2018      |
| 07 |                | 雨と追憶のブルターニュ | Ame to Tsuioku no Burūtānyu  | 18 novembre 2018      |
| 08 |                | 聖女の帰還             | Seijo no Kikan               | 25 novembre 2018      |
| 09 |                | 白と黒の舞曲           | Shiro to Kuro no Bukyoku     | 9 décembre 2018       |
| 10 |                | 黙示録の獣             | Mokushiroku no Kemono        | 16 décembre 2018      |
| 11 |                | 楽園、そして...        | Rakuen, soshite...           | 23 décembre 2018      |
| 12 |                | この素晴らしい世界に   | Kono subarashī sekai ni      | 30 décembre 2018      |

## Accueil

### Critique
Le site SensCritique donne une note de 4.5/10 à l'anime.